# Lophognathus gilberti
Lophognathus gilberti — вид ігуаноподібних ящірок родини агамових (Agamidae). Ендемік Австралії. Вид названий на честь англійського натураліста Джона Гілберта.

## Поширення і екологія
Lophognathus gilberti поширені на півночі Західної Австралії, Північної Території і Квінсленда, а також вздовж вузької прибережної смуги на північному заході Західної Австралії. Вони живуть на прибережних піщаних дюнах, саванах, рідколіссях, у заростях на берегах струмків і боліт, трапляються на сільськогосподарських угіддях та поблизу людських поселень. Ведуть наземний, напівдеревний спосіб життя. Відкладають яйця.